# Финал Кубка СССР по футболу 1967
Финал Кубка СССР по футболу 1966/67 состоялся 8 ноября 1967 года. Московское «Динамо» обыграло ЦСКА со счётом 3:0 и стало обладателем Кубка СССР.

## Путь к финалу
| Динамо Москва  | Динамо Москва | Динамо Москва      | Этап        | ЦСКА             | ЦСКА     | ЦСКА |
| -------------- | ------------- | ------------------ | ----------- | ---------------- | -------- | ---- |
| Соперник       | Место         | Счёт               |             | Соперник         | Место    | Счёт |
| Труд Воронеж   | В гостях      | 0:0                | 1/16 финала | Таврия           | В гостях | 3:0  |
| Труд Воронеж   | В гостях      | 4:1                | 1/16 финала | Таврия           |          |      |
| Шахтёр Донецк  | В гостях      | 1:1 (доп. вр. 2:1) | 1/8 финала  | Динамо Киев      | Дома     | 3:0  |
| Торпедо Москва | В гостях      | 1:0                | 1/4 финала  | Локомотив Москва | Дома     | 2:1  |
| Сокол Саратов  | Дома          | 4:0                | 1/2 финала  | Нефтяник Баку    | Дома     | 0:0  |
| Сокол Саратов  |               |                    | 1/2 финала  | Нефтяник Баку    | Дома     | 2:0  |

## Ход финального матча
Московские «Динамо» и ЦСКА в третий раз встречались в рамках финала в истории кубков СССР. В финале Кубка СССР в 1945 году армейцы оказались сильнее (2:1), благодаря голам Валентина Николаева и Александра Виноградова. В финале Кубка СССР в 1955 году они вновь выиграли с тем же счётом, дублем отметился Владимир Агапов.
Игра началась с атак футболистов ЦСКА, но те неожиданно получили мяч в свои ворота на 11-й минуте. Неудачную подачу Геннадия Еврюжихина с углового уже казалось отобьют защитники армейцев, однако летящий низко к ближней штанге мяч слегка коснулся нападающий «Динамо» Геннадий Гусаров, в результате изменивший свою траекторию снаряд оказался в воротах «ЦСКА». После забитого гола футболисты «Динамо» приобрели уверенность в своих действиях, и уже ЦСКА был вынужден ограничиваться контратаками. В одном из эпизодов, когда Игорь Численко, находясь в штрафной, был готов уже нанести опасный удар по воротам армейцев, ему руками помешали сделать это защитники. Однако арбитр не назначил пенальти. В концовке первого тайма, на 43-й минуте, динамовцы воспользовались ошибкой соперников при розыгрыше углового и убежали в контратаку, в которой забил Юрий Вшивцев.
Во втором тайме армейцам терять уже было нечего, динамовцы были уверены в своих силах, поэтому игра проходила при высоком темпе и во взаимных атаках. На 76-й минуте футболисты «Динамо» довели счёт до разгромного. Отличился Виктор Аничкин. забивший головой после подачи штрафного Валерием Масловым. Армейцы пытались забить хотя бы гол престижа, но под удар Владимира Федотова самоотверженно бросился защитник «Динамо» Георгий Рябов. На 84-й минуте тот же Федотов с 12 метров посылал мяч в дальний угол ворот мимо Льва Яшина, но промахнулся на считанные сантиметры. Счёт так и не изменился, а московские «Динамо» в третий раз стало обладателем Кубка СССР по футболу.

## Финал
| Динамо Москва                           | 3:0   | ЦСКА |
| --------------------------------------- | ----- | ---- |
| Гусаров 11′ · Вшивцев 43′ · Аничкин 76′ | Отчёт |      |

| ДИНАМО:           |  |                    |  |     |
|                   |  |                    |  |     |
| Вр                |  | Лев Яшин           |  | 85' |
| Зщ                |  | Владимир Штапов    |  |     |
| Зщ                |  | Георгий Рябов      |  |     |
| Зщ                |  | Валерий Зыков      |  |     |
| ПЗ                |  | Валерий Маслов     |  |     |
| ПЗ                |  | Виктор Аничкин     |  |     |
| ПЗ                |  | Игорь Численко     |  |     |
| ПЗ                |  | Вадим Иванов       |  |     |
| Нап               |  | Юрий Вшивцев       |  |     |
| Нап               |  | Геннадий Гусаров   |  |     |
| Нап               |  | Геннадий Еврюжихин |  | 85' |
| Замены:           |  |                    |  |     |
| Нап               |  | Владимир Козлов    |  | 85' |
| Вр                |  | Михаил Скоков      |  | 85' |
| Главный тренер:   |  |                    |  |     |
| Константин Бесков |  |                    |  |     |

| ЦСКА:           |  |                     |  |     |
|                 |  |                     |  |     |
| Вр              |  | Лев Кудасов         |  |     |
| Зщ              |  | Юрий Истомин        |  |     |
| Зщ              |  | Альберт Шестернёв   |  |     |
| Зщ              |  | Дмитрий Багрич      |  |     |
| Зщ              |  | Владимир Капличный  |  |     |
| ПЗ              |  | Аркадий Панов       |  |     |
| ПЗ              |  | Тарас Шулятицкий    |  |     |
| ПЗ              |  | Анатолий Масляев    |  | 66' |
| Нап             |  | Владимир Федотов    |  |     |
| ПЗ              |  | Владимир Поликарпов |  |     |
| Нап             |  | Виталий Раздаев     |  |     |
| Замены:         |  |                     |  |     |
| Нап             |  | Ромуальдас Юшка     |  | 66' |
| Главный тренер: |  |                     |  |     |
| Всеволод Бобров |  |                     |  |     |